# M61 Vulcan
M61 Vulcan е шестстволно авиационно оръдие с въртящ се блок стволове и калибър 20 mm. Оръдието има пневматично или хидравлично задвижване, въздушно охлаждане на стволовете. В течение на 50 години оръдието се поставя на американските бойни самолети, а също и на друга бойна техника.

## История
В края на Втората световна война САЩ започват изследвания в областта на създаването на по-ефективно пушечно въоръжение за реактивните изтребители. Поради нарасналите скорости на полет са необходими по-скорострелни оръдия. В Германия са пленени образци на револверни едностволни оръдия (Mauser MG213C) имащо голяма скорострелност, която въпреки това е ограничена от системата за подаване на патроните, прегряване и износване на ствола. ВВС на САЩ изисква по-ефективни оръдия, фирмата General Electric Armament Division започва разработката на многостволно оръдие по старата схема на Гатлинг. Оригиналното оръдие на Гатлинг не получава разпространение поради използваната голяма мощност от механиката за въртене на блока стволове, обаче реактивните изтребители от края на 1940-те години разполагат с мощни електрически и хидравлични системи, което позволява да се използват на тях многостволни оръдия. Многостволните оръдия в сравнение с револверните имат по-ниска скорострелност, на един ствол, но по-голяма за цялата установка.
ВВС на САЩ сключват контракт с фирмата General Electric през 1946 г. за разработка в рамките на проекта „Project Vulcan“ на шестстволно оръдие със скорострелност 6000 изстрела в минута. В Европа след Втората световна война получават разпространение 30 мм оръдия с по-мощни снаряди, в САЩ е взето решение да се използват 20 мм оръдия, които имат по-малка маса, но по-голяма скорострелност и дулна скорост. Първият прототип, T-171, е създаден от фирмата General Electric през 1949 г.
През 1956 година на въоръжение от ВВС на САЩ е прието авиационното оръдие M61 Vulcan за 20 мм патрон 20 × 102 mm с електрокапсулно възпламеняване. M61 е шестстволно оръдие с хидравлично задвижване, имащо два режима на огън: 4000 и 6000 изстрела/минута. При изпитанията на свръхзвуковия изтребител F-104 Starfighter се проявяват редица затруднения и откази, свързани с 20-мм оръдейна установка Т171 „Вулкан“. Затрудненията са предизвикани от задръжки в системата на звенево подаване на патроните, и опасност, представена от отделните звена. За модернизирания вариант на оръдието, М61А1, е разработена беззвенева система за подаване на патроните. Оръдието М61А1 става по-късно стандартно въоръжение на американските изтребители. Интересен факт е, че стойността на едно оръдие M61 е около 300 000 долара, а на един снаряд за него – около 30 долара. Така погледнато цената за минута стрелба със скорострелност 6000 изстрела в минута е 180 000 долара.
Боеприпасите за оръдието се произвеждат в завода Olin Ordnance в Сейнт Питърсбърг, Флорида.

## Носители
По-долу са изброени летателни апарати-носители на оръдието:
| - A-7 - AH-1J | - AH-1T - F-14 | - F-15 - F-16 | - F-18 - F-22 |